# مهمة في فلم قديم (فلم)
مهمة في فيلم قديم فيلم مصري من إنتاج عام 2012 بطولة كل من إدوارد وفيفي عبده.

## القصة
تدور أحداث الفيلم حول الشاب (إدوارد) الذي يحلم بالشهرة ويعتقد بأنه ذو موهبة فنية كبيرة، مما يجعله يتخيل مقابلته للفنان عبد الحليم حافظ كل ليلة ويدعوه لمشاركته التمثيل. في الوقت ذاته تعتقد والدته (فيفي عبده) بإصابته بالجنون بعدما تفاقم أمره وزاد عن حده وتحاول مساعدته في زواجه من كريمة (نهلة زكي) بعدما رفض والدها ووضع شروطا تعجيزية للزواج بابنته.

## الممثلين
- إدوارد: (شرنوبي)
- فيفي عبده: (سنية - والدة شرنوبي)
- لطفي لبيب: (نصر)
- مادلين مطر: (إنجي)
- نهلة زكي: (كريمة)
- إيمان السيد: (ميرفت)
- ضياء الميرغني: (مفتاح)
- سعيد طرابيك: (الفقي)
- مدحت شاكر: (زلطة)
- بدرية طلبة: (صافي - والدة ماندو)
- شادي شامل: (عبد الحليم حافظ)
- أحمد فتحي: (حمودة)
- احمد ثابت
- أوشا: (الطفل ماندو)

## فريق العمل
- إخراج: أحمد البدري
- تأليف: محمد فاروق
- إنتاج: السبكي للإنتاج السينمائي (محمد السبكي)
- توزيع داخلي: السبكي للإنتاج السينمائي (محمد السبكي)
- توزيع خارجي: أفلام النصر
- مونتاج: غادة عز الدين
- مدير التصوير: عاطف المهدي

## وصلات خارجية
- مقالات تستعمل روابط فنية بلا صلة مع ويكي بيانات
- صفحة الفيلم علي موقع السينما